# Ета (гора)
Ета([ˈɛtə]; грец. Οίτη, Οἴτη) — гора в центральній Греції. Знаходиться в південно-східній частині Пінду і досягає у висоти 2152 м. Починаючи з 1966 року центральна частина гори є національним парком, а велика частина решти території знаходиться під охороною організації Natura 2000.

## Географія
Гора Ета розташована на межі префектур Фокіда на півдні і Фтіотіда на півночі. Її північна сторона має крутий і важкодоступний рельєф до долини річки Сперхеіос, який розбитий на ряд глибоких ущелин. Серед річок, що формують ущелини, найбільш відомою є річка Горгопотамос. На деяких річках є великі водоспади, один з них — водоспад Кремастос (Kremastos) вважається найвищим у Центральній Греції. Східний схил утворений ущелиною річки Асопос (Ασωπός), яка є кордоном з сусідньою горою Калідромо. Південні схили межують з горами Вардусіа на південному-заході і Гіоною на південному-сході. Західний схил відділений від гори Гуліна долиною річки Вістріза (Βίστριζα), древнім Інахосом (Ίναχος).
В цілому 22 населених пункти розташовані на горі Ета:
- Argyrochori, Kombotades, Kostalexis, Loutra Ypatis, Mexiates, Sykas і Ypati на півночі
- Gorgopotamos, Dyo Vouna і Koumaritsi на сході
- Oiti, Kastriotissa, Mavrolithari, Pavliani і Pyra на півдні
- Kapnochori, Kastania, Lychno, Mesochori, Neochori, Peristeri і Pyrgos на заході